# Offene Deutsche Hubschraubermeisterschaft

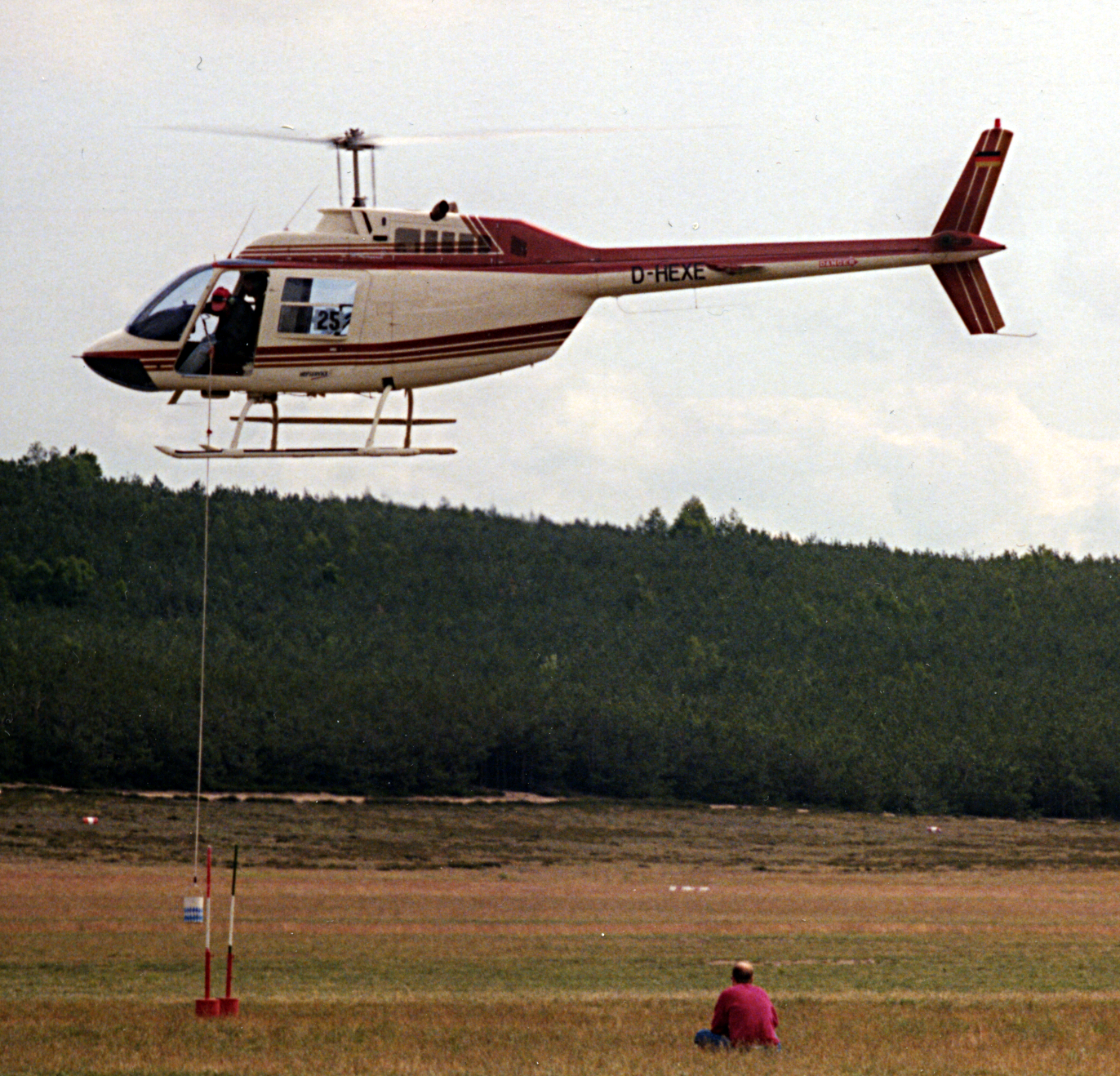
Hubschrauber bei der ODHM in Schönhagen

Die Offene Deutsche Hubschraubermeisterschaft (ODM, früher ODHM) ist ein in Deutschland stattfindender Wettbewerb im Hubschrauber-Präzisionsflug, bei dem verschiedene Hubschrauberbesatzungen (jeweils Kommandant und Copilot) ihr Können messen. Im Regelfall wird er jährlich ausgetragen. Findet eine Hubschrauber-Weltmeisterschaft statt, entfällt die Deutsche Meisterschaft für das entsprechende Jahr. Führt ein angrenzendes Land, wie z. B. in der Vergangenheit die Schweiz oder Belgien eine Meisterschaft durch, wird eine Deutsche Wertung angeschlossen, und eine eigene deutsche Veranstaltung fällt ebenfalls aus. Die einzelnen Disziplinen werden nach den Vorgaben und dem Regelwerk der Fédération Aéronautique Internationale (FAI) durchgeführt.
Zur Überwachung der Regeln gibt es Schiedsrichter, die speziell in Bezug auf das Regelwerk ausgebildet und regelmäßig geschult werden.
Ausgetragen werden Geschicklichkeits- und Navigationswettbewerbe, welche sich an realen Situationen (beispielsweise Personenrettung aus Gebäuden) in der Hubschrauber Luftrettung orientieren.
Die einzelnen Disziplinen entsprechen denen, die im Rahmen einer Hubschrauber-Weltmeisterschaft ausgetragen werden. Es handelt sich dabei um 1. Navigationsflug, 2. Slalom, 3. Fender Rigging, 4. Präzisionsschwebeflug/Hoverparcours.
Aus den besten Teilnehmern der Deutschen Meisterschaft wird die Deutsche Hubschrauber Nationalmannschaft zusammengestellt, die Deutschland bei internationalen Wettbewerben vertritt.

## Disziplinen

### Navigationsflug
Nach einer Flugvorbereitung von fünf Minuten muss die Crew ein definiertes Zielgebiet (die sogenannte search box) anfliegen und innerhalb des Zielgebietes mehrere ausgelegte Zeichen finden. Für das Verlassen dieses Bereiches besteht eine genaue Zeitvorgabe. Anschließend sollen mehrere festgelegte Geländepunkte (turning points (TP) – d. h. TP1 bis TP3) überflogen und mit Reis gefüllte Säckchen in einem markierten Zielkreis aus geringer Höhe abgeworfen werden. Mit dem Überfliegen der Ziellinie am Flugplatz (Linie A bzw. arrival line) endet der Teil A des Navigationsfluges.
Der Zeitpunkt für den Überflug wird den Besatzungen in Abhängigkeit vom jeweiligen Hubschraubertyp vorgegeben. Die erlaubte Gesamtflugdauer errechnet sich aus der aktuellen Flugstrecke (90 bis 120 km) und der typspezifischen Reisefluggeschwindigkeit.
Nach dem Überfliegen der Ziellinie beginnt die Zeit für die eine neue Aufgabe zu laufen. Innerhalb von 60 Sekunden muss die Besatzung ein Rechteck mit insgesamt drei 90°-Kurven in einer festgelegten Höhe abfliegen und eine weitere Ziellinie überfliegen. Nach dem Überfliegen dieser Ziellinie gilt es, eine Last einzulochen. Innerhalb von 20 Sekunden muss der Copilot die an einem sieben Meter langen Seil befestigte Last (Kegel) in eine Öffnung (Dachluke 40 × 40 cm) abgelassen haben. Auch diese Übung ist aus der Luftrettung abgeleitet: Hilfestellung (Lebensmittelversorgung) an eingeschlossene Personen bei Bergrettung, Hochwasser oder ähnlichem.

### Hovern
Hier wird verlangt, den Hubschrauber in stets gleich bleibender Höhe durch ein Viereck – das sogenannte Hoverquadrat  – zu fliegen. In zwei der vier Eckpunkte muss eine 360° Drehung um die Hochachse vollführt werden. Zur Kontrolle der Flughöhe sind unter dem Helikopter zwei mit Gewichten beschwerte Seile angebracht. Das kürzere der beiden Seile darf den Boden nie berühren und das längere darf den Boden nicht verlassen. Das kürzere frei schwingende Seil ist direkt unter dem Pilotensitz fixiert und soll während der gesamten Aufgabe innerhalb des einen Meter breiten Korridors des Hoverparcours schweben. Natürlich gilt das auch während der beiden 360° Drehungen, die jede für sich mindestens 15 Sekunden dauern muss. Im Anschluss an das Hoverquadrat muss eine Diagonale unter gleichen Bedingungen im Schrägflug bewältigt werden.
Nach dem Ausflug aus der Diagonalen nach dem Fliegen des Quadrates setzt der Pilot zur Präzisionslandung an. An den beiden Kufen des Helikopters sind auf gleicher Höhe Markierungen angebracht. Bei Helikoptern mit Fahrwerken werden vergleichbare Markierungen festgelegt. Die Maschine muss vom Piloten so abgesetzt werden, dass sich die Markierungen genau auf der 5 cm breiten Ankunftslinie befinden.

### Fender Rigging
Der Copilot führt einen an einem Seil befestigten Fender (30 cm Durchmesser) mit einem Gewicht von ca. 7,5 kg zunächst durch ein Eingangstor und dann zu einer Tonne von ca. 50 cm Durchmesser. Ziel ist es, den Fender schnellstmöglich und ohne Berührung der Tonne oder des Bodens in der Tonne zu versenken. Auf einer 50 × 50 Meter großen Fläche müssen insgesamt drei Tonnen angeflogen werden. Dabei hängt der Fender an verschiedenen Seillängen von 4, 6 und 8 Metern. Seillänge und Reihenfolge der Tonnen werden vor dem Wettbewerb bekannt gegeben und variieren. Nach dem Zeichen des Starters hebt der Pilot den Helikopter auf die entsprechende Schwebehöhe, die der jeweiligen Seillänge entspricht. Sobald der Fender die Startlinie passiert, läuft die Zeitmessung und endet beim Versenken des Fenders in der Tonne. Für alle drei Fender gilt eine Zeitvorgabe von 30 Sekunden. Nachdem der Fender versenkt wurde, ist das Gebiet durch ein definiertes Ausflugstor zu verlassen.
In einer Variation der Aufgabe kann der Wettbewerb auch als Parallelwettbewerb geflogen werden, d. h. zwei Besatzungen fliegen gleichzeitig durch zwei nebeneinander liegende Parcours: Dabei werden in einem Durchgang alle drei Tonnen mit jeweils unterschiedlichen – vorab festgelegten – Seillängen durchflogen und die Zeit gemessen.
Der Slalom setzt sich aus zwei Elementen zusammen: aus dem Führen eines Behälters durch einen Slalomparcours und aus dem zentrierten Absetzen dieses Behälters auf einem Tisch. Der Behälter (Wassereimer) hängt während der gesamten Disziplin an einem 5 Meter langen Seil und wird vom Copiloten gehalten und geführt.

### Slalom
Der Copilot führt an einem fünf Meter langen Seil einen mit 6,5 Liter Wasser gefüllten Eimer durch den Slalomparcours. Der Eimer ist in einer vor dem Wettbewerb festgelegten Reihenfolge durch die 12 Tore des Parcours zu manövrieren. Die Tore bestehen aus zwei Meter hohen Stangen mit einem Abstand von einem Meter. Der Eimer muss in der vorgeschriebenen Reihenfolge unterhalb der Stangenköpfe durch die Tore geführt werden. Das Feld dieses Parcours misst 120 × 100 Meter.
Nachdem die 12 Tore des Slalomparcours und das Ausflugstor passiert wurden, muss der Copilot das Seil mit dem angehängten Eimer auf mindestens elf Meter verlängern. Der Eimer ist möglichst zentral auf einem Rundtisch, der mit einer Zielmarkierung versehen ist, abzustellen. Der Tisch misst einen Meter im Durchmesser und ist einen Meter hoch. Wenn der Copilot das Seil fallen lässt, endet die mitlaufende Zeitmessung. Die Zeitvorgabe beträgt 3 Minuten und 30 Sekunden.

## ODM 2009 in Mengen-Hohentengen
Deutsche Meister wurden 2009 Marcel Stegmüller und Jens Scholpp auf einer Robinson R22. Bestes Damenteam waren Bettina Schleidt und Gisela Freund auf demselben Hubschrauber.

## OSM (Offene Schweizer Meisterschaft) 2010 in Grenchen
Im Jahr 2010 wurde die Deutsche Meisterschaft im Rahmen der OSM ausgetragen. Deutsche Meister wurden wiederum Marcel Stegmüller und Jens Scholpp auf einer R22. Bestes deutsches Damenteam waren Bettina Schleidt und Gisela Freund auf demselben Hubschrauber.

## Bisherige Austragungsorte
- 1987 Weilheim/Obb.
- 1988 Celle
- 1989 entfällt wegen der Hubschrauber-Weltmeisterschaft in Paris
- 1990 Koblenz
- 1991 Schönhagen bei Berlin[1]
- 1992 entfällt wegen der Hubschrauber-Weltmeisterschaft in Wroughton
- 1993 Schönhagen bei Berlin
- 1995 Diepholz
- 1997 Mainbullau
- 1998 Nördlingen
- 1999 entfällt wegen der Hubschrauber-Weltmeisterschaft in Nördlingen
- 2000 Eisenach
- 2001 Lachen-Speyerdorf
- 2002 entfällt wegen der Hubschrauber-Weltmeisterschaft in Aigen im Ennstal
- 2003 Stendal-Borstel
- 2004 Zweibrücken
- 2005 entfällt wegen der Hubschrauber-Weltmeisterschaft in Rouen
- 2006 Verkehrslandeplatz Ballenstedt–Quedlinburg
- 2007 Eisenach
- 2008 entfällt wegen der Hubschrauber-Weltmeisterschaft in Eisenach
- 2009 Verkehrslandeplatz Mengen-Hohentengen
- 2010 wurde in die OSM in Grenchen (CH)integriert
- 2011 Bamberg
- 2012 entfällt wegen der Hubschrauber-Weltmeisterschaft in Drakino bei Moskau (Russland)
- 2013 integriert in die BOHC (Belgian Open Helicopter Championship) Saint Hubert/Ardennen
- 2014 Eisenach
- 2015 entfällt wegen der Hubschrauber-Weltmeisterschaft in Przylep (Polen)
- 2016 Mengen-Hohentengen
- 2017 entfällt wegen der Hubschrauber-Weltmeisterschaft in Minsk/Weißrussland